# Ant-Man (film)
Ant-Man er en amerikansk superheltefilm fra 2015, instrueret af Peyton Reed.
Den er baseret på tegneserien Ant-Man fra Marvel Comics.

## Medvirkende
- Paul Rudd som Scott Lang/Ant-Man
- Michael Douglas som Hank Pym
- Corey Stoll som Yellowjacket
- Evangeline Lilly som Hope van Dyne
- Michael Peña som Luis
- Anthony Mackie som Falcon
- Martin Donovan som Mitchell Carson
- Hayley Atwell som Peggy Carter
- John Slattery som Howard Stark
- Sebastian Stan som Bucky Barnes